# Peter Kušnirák
| (21656) Knuth                                                      | 9. August 1999     | [1] |
| (22185) Štiavnica                                                  | 29. Dezember 2000  | [2] |
| (26401) Sobotište                                                  | 19. November 1999  |     |
| (34753) Zdeněkmatyáš                                               | 24. August 2001    | [1] |
| (40441) Jungmann                                                   | 11. September 1999 | [1] |
| (44613) Rudolf                                                     | 8. September 1999  | [1] |
| (46280) Hollar                                                     | 21. Mai 2001       | [1] |
| - [1] zusammen mit Petr Pravec - [2] zusammen mit Ulrika Babiaková |                    |     |

Peter Kušnirák (* 22. Mai 1974 in Piešťany) ist ein slowakischer Astronom und Asteroidenentdecker.
Er wirkt am Astronomischen Institut der Tschechischen Akademie der Wissenschaften und benutzt hauptsächlich die tschechische Sternwarte Ondřejov.
Zwischen 1999 und 2005 entdeckte er mehr als 200 Asteroiden, davon 85 allein, den Rest zusammen mit Kollegen, vor allem mit Petr Pravec.
Am 20. Juni 2016 wurde der Asteroid (17260) Kušnirák nach ihm benannt.